# Ratusz w Stralsundzie
Ratusz w Stralsundzie (niem. Stralsunder Rathaus) – jeden z najważniejszych zabytków portowego miasta Stralsund na północy Niemiec w kraju związkowym Meklemburgia-Pomorze Przednie. Ratusz usytuowany jest przy południowej pierzei Starego Rynku obok kościoła św. Mikołaja. Jest cennym przykładem architektury świeckiej. Wzniesiony w XIV w. ratusz jest świadectwem dawnej potęgi mieszczańskiej, kiedy to Stralsund należał do najważniejszych portów wchodzących w skład Związku Hanzeatyckiego i jednym z ważniejszych przykładów gotyku ceglanego.
Należy do ważniejszych punktów Europejskiego Szlaku Gotyku Ceglanego. 

## Dzieje
Pierwsze wzmianki o stralsundzkim ratuszu pochodzą z połowy XIII w. Prawa miejskie Stralsund otrzymał w 1234 r. W 1250 r. rozpoczęto budowę siedziby rady miejskiej. Kolejne prace budowlane trwały wkrótce po 1310 r., a w 1350 r. budynek był już niemal całkowicie wykończony. Około 1400 r. powstała monumentalna elewacja od strony rynku. W 1680 r. pożar uszkodził znaczną część ratusza. W 1720 r. ratusz został przebudowany, zaś w 1743 r. elewację od strony ulicy Ossenreverstraße ozdobiono barokowym portalem. Okres, kiedy miasto znajdowało się pod panowaniem szwedzkim, poświadcza tynktura godła herbu zdobiącego elewację zachodnią – tarcza ma barwę błękitną, podczas gdy w herbie historycznym jest czerwona. W latach 1881–82 architekt miejski Ernst von Haselberg odrestaurował reprezentacyjną fasadę główną, ponadto w ramach regotycyzacji gmachu m.in. usunął barokowe stiuki. Na lata 90. ubiegłego stulecia przypada gruntowna konserwacja obiektu.

## Wygląd
Dwukondygnacyjny ratusz składa się z czterech skrzydeł, z czego dwa dłuższe usytuowane są na osi wschód-zachód. Wewnątrz znajduje się niewielki prostokątny dziedziniec. W podziemiach ratusza zachowały się sklepione piwnice, powyżej zaś na parterze, pełniącym funkcje handlowe, mieściło się ok. 40 sklepów. Pierwsze piętro było zajmowane przez władze miasta, po stronie północnej znajdowało się najważniejsze pomieszczenie w ratuszu – sala rady miejskiej, obecnie znana jako Löwen Halle, w której w 1370 r. podpisano historyczny traktat stralsundzki. Powyżej znajdowało się zaplecze, podobną funkcję pełniły strychy nakryte dwuspadowymi dachami. Reprezentacyjna fasada północna znana jako Schaufassade składa się z sześciu osi powtarzających ten sam schemat architektoniczny. Każda z nich oddzielona jest wąskimi lizenami wzbogaconymi parą wtopionych w nie smukłych filarów. Elewacja każdej z kondygnacji została inaczej ukształtowana. Na parterze znajdują się arkadowe podcienia. Elewację piętra tworzy rząd wnęk każda z nich jest u góry zamknięta łukiem odcinkowym. Każda z wnęk ma potrójne okna o łuku trójlistnym. Na ściankach powyżej okien umieszczono herby sześciu miast hanzeatyckich – Rostocku, Greifswaldu, Lubeki, Hamburga, Wismaru oraz Stralsundu. Powyżej fryzu zdobionego ceramicznym motywem czwórliścia znajduje się zwieńczenie, każdą z osi w dolnych partiach zdobią parzyste arkady, w których przeprute są po trzy pary małych okien, zamkniętych łukiem trójlistnym. Powyżej arkad znajdują się rozety zdobione ceramicznym maswerkiem i trójkątne szczyty ozdobione czołgankami.

## Galeria

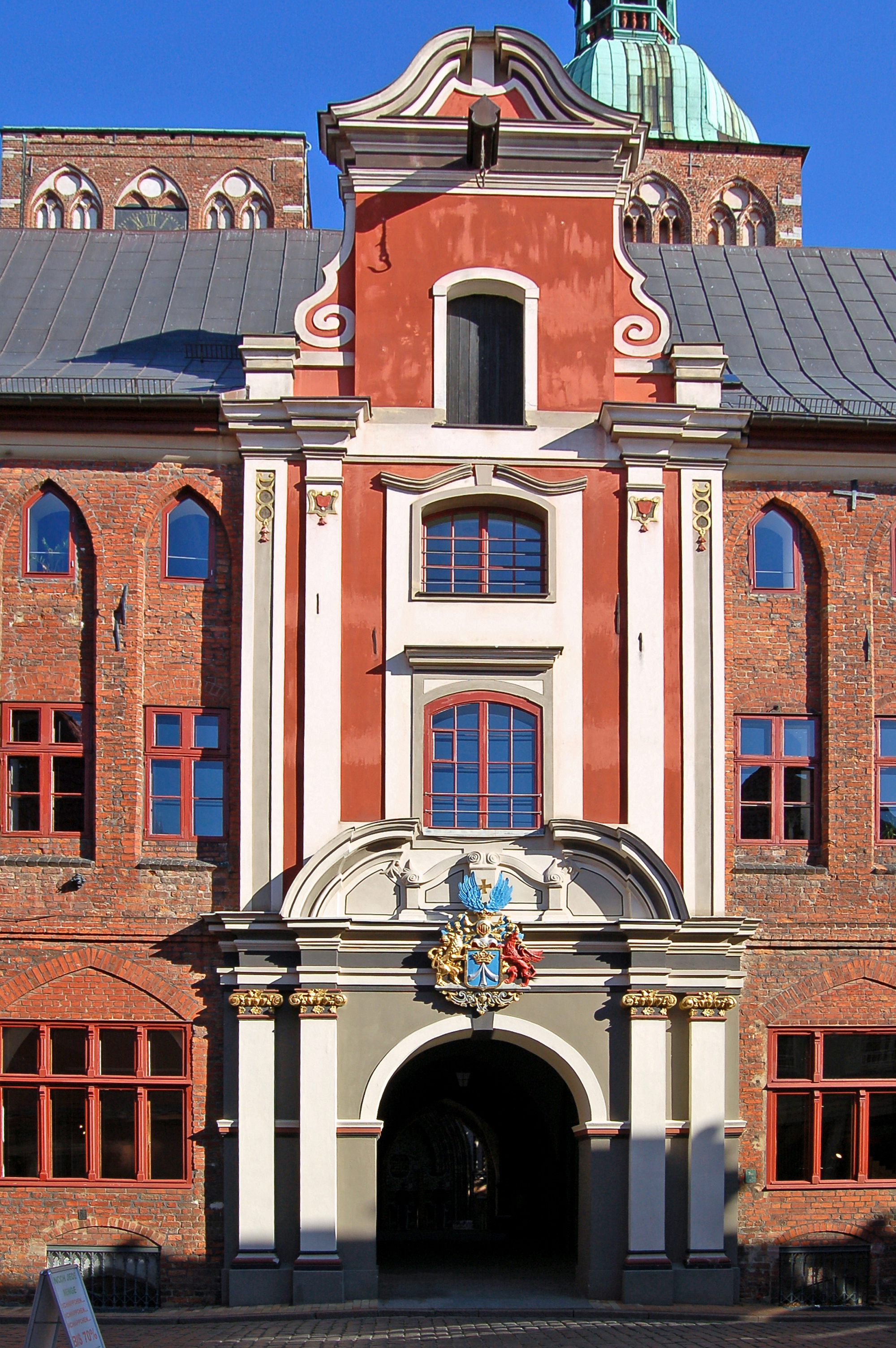
Ryzalit z herbem
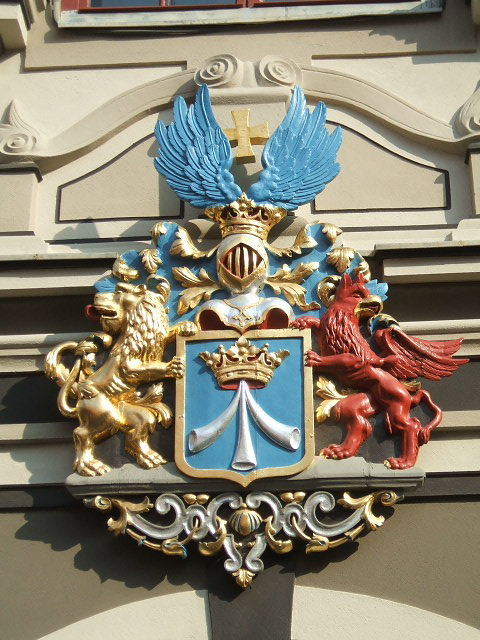
Herb Stralsund (czasy szwedzkie)
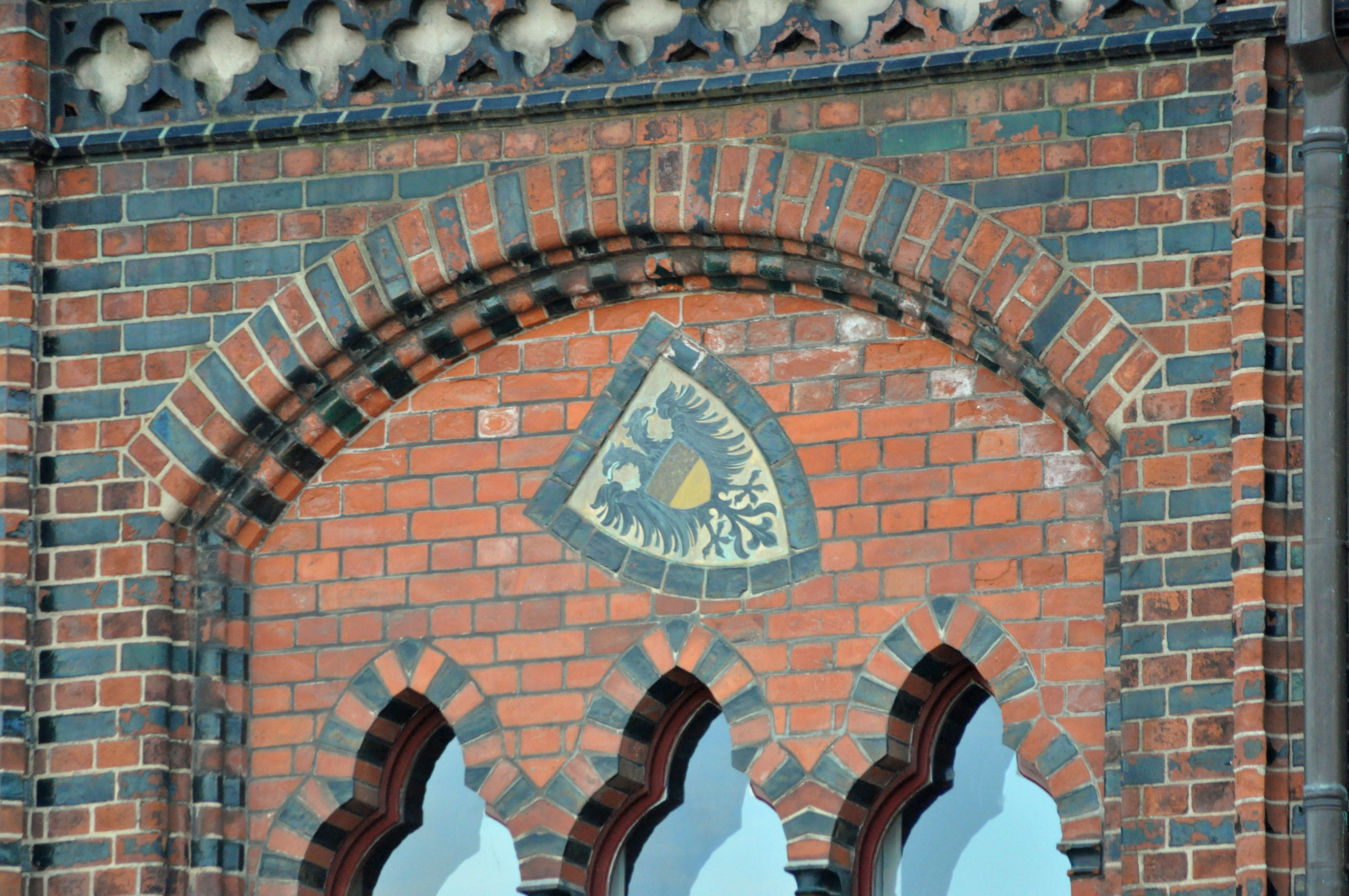
Herb Lubeki
Herb Lubeki
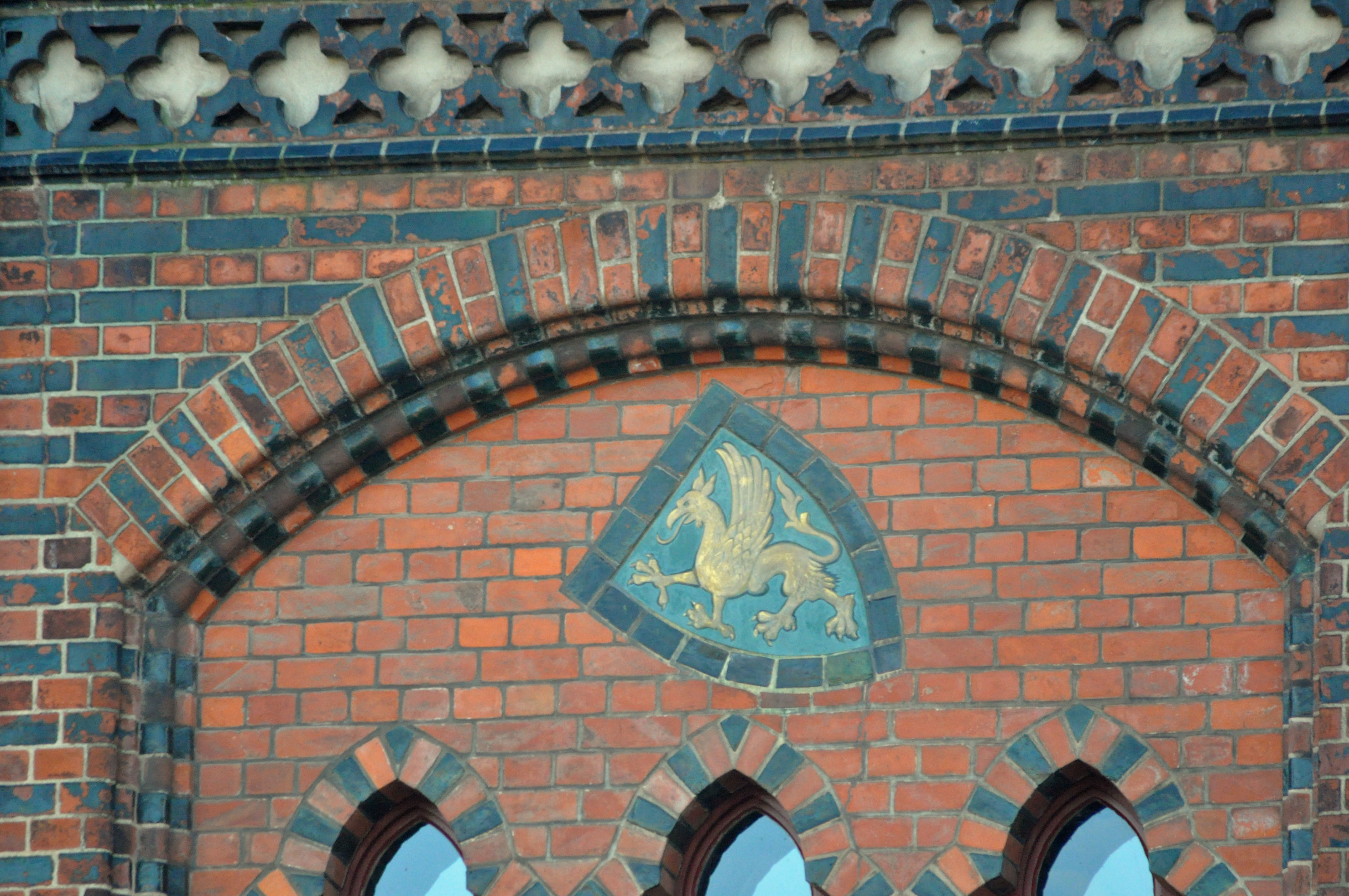
Herb Rostocku
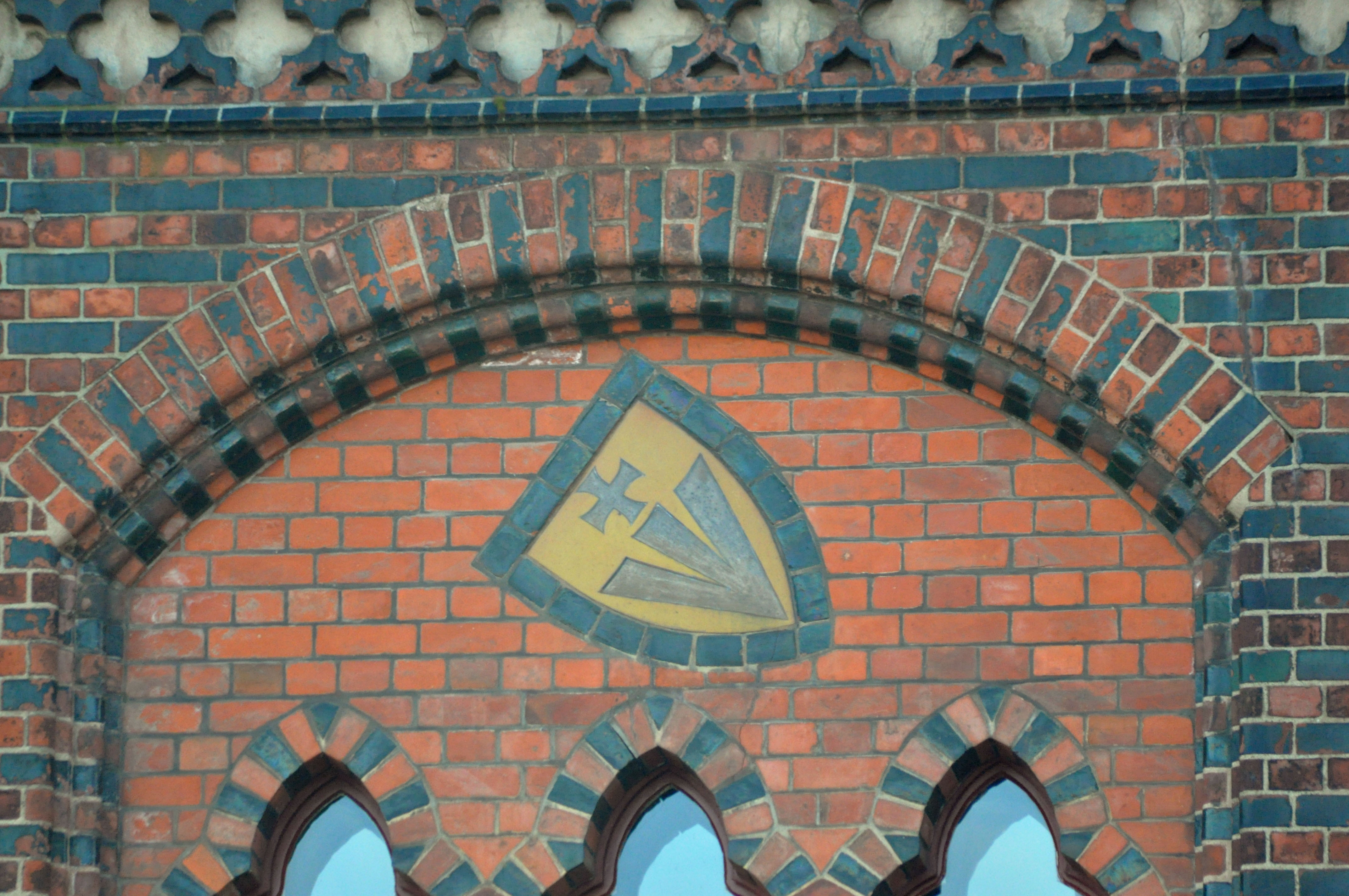
Herb Stralsundu
Herb Stralsundu
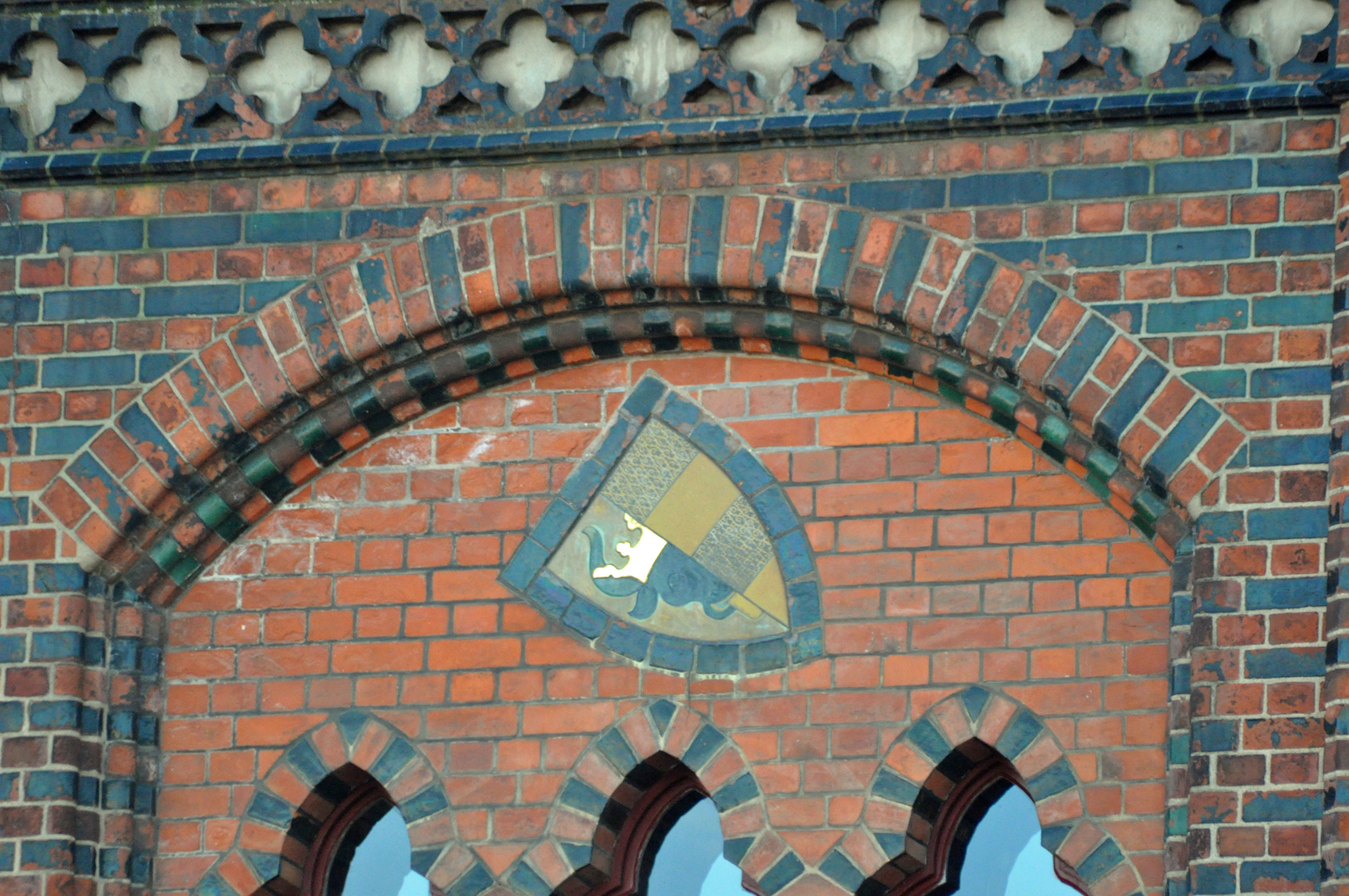
Herb Wismaru
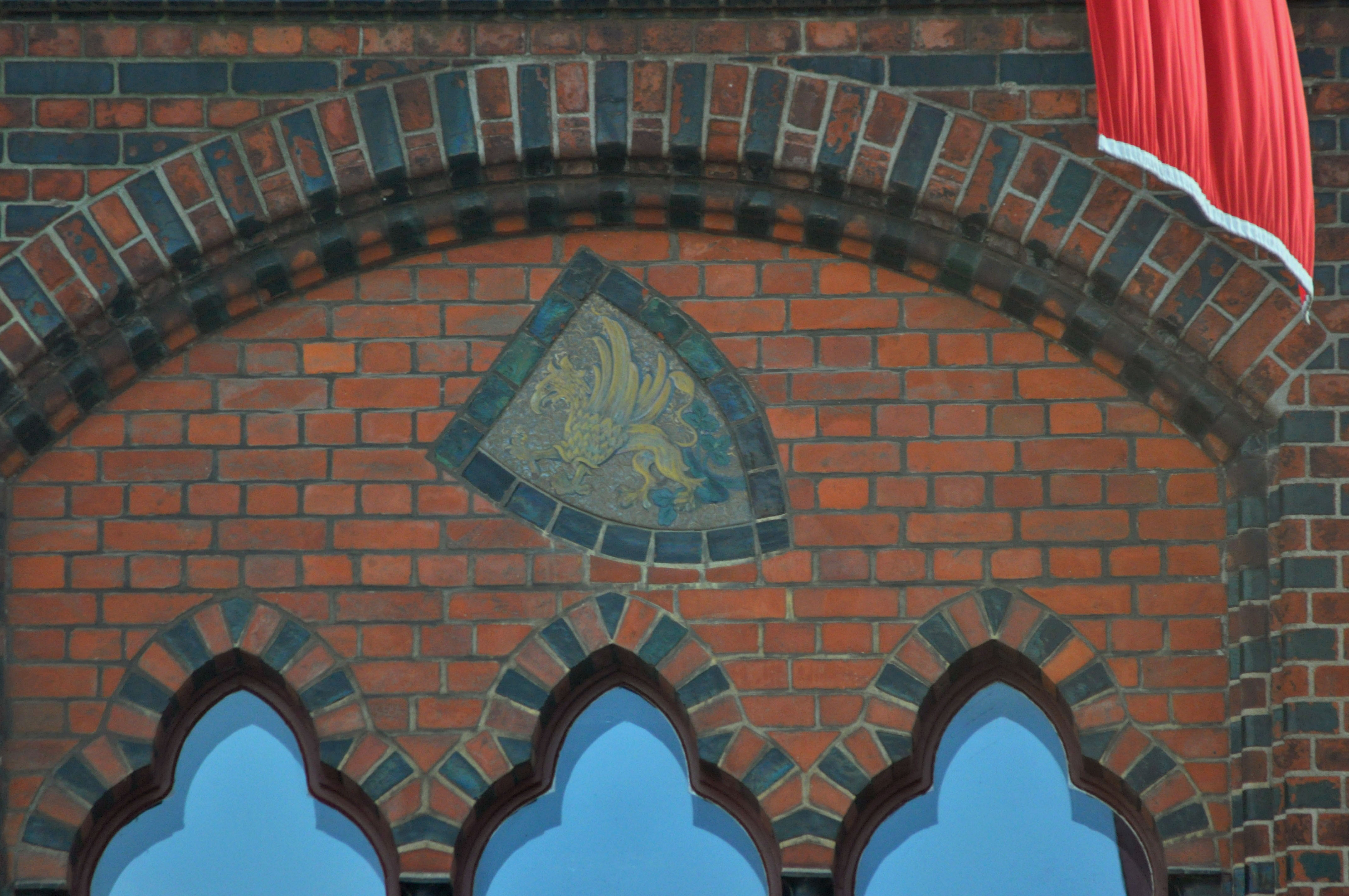
Herb Greifswaldu
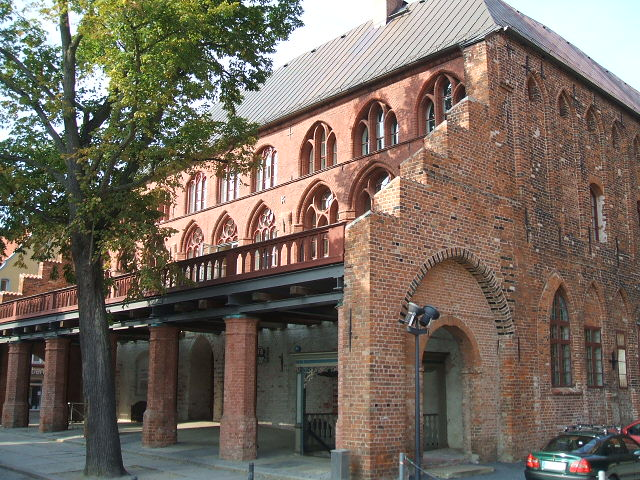
Ratusz od dziedzińca
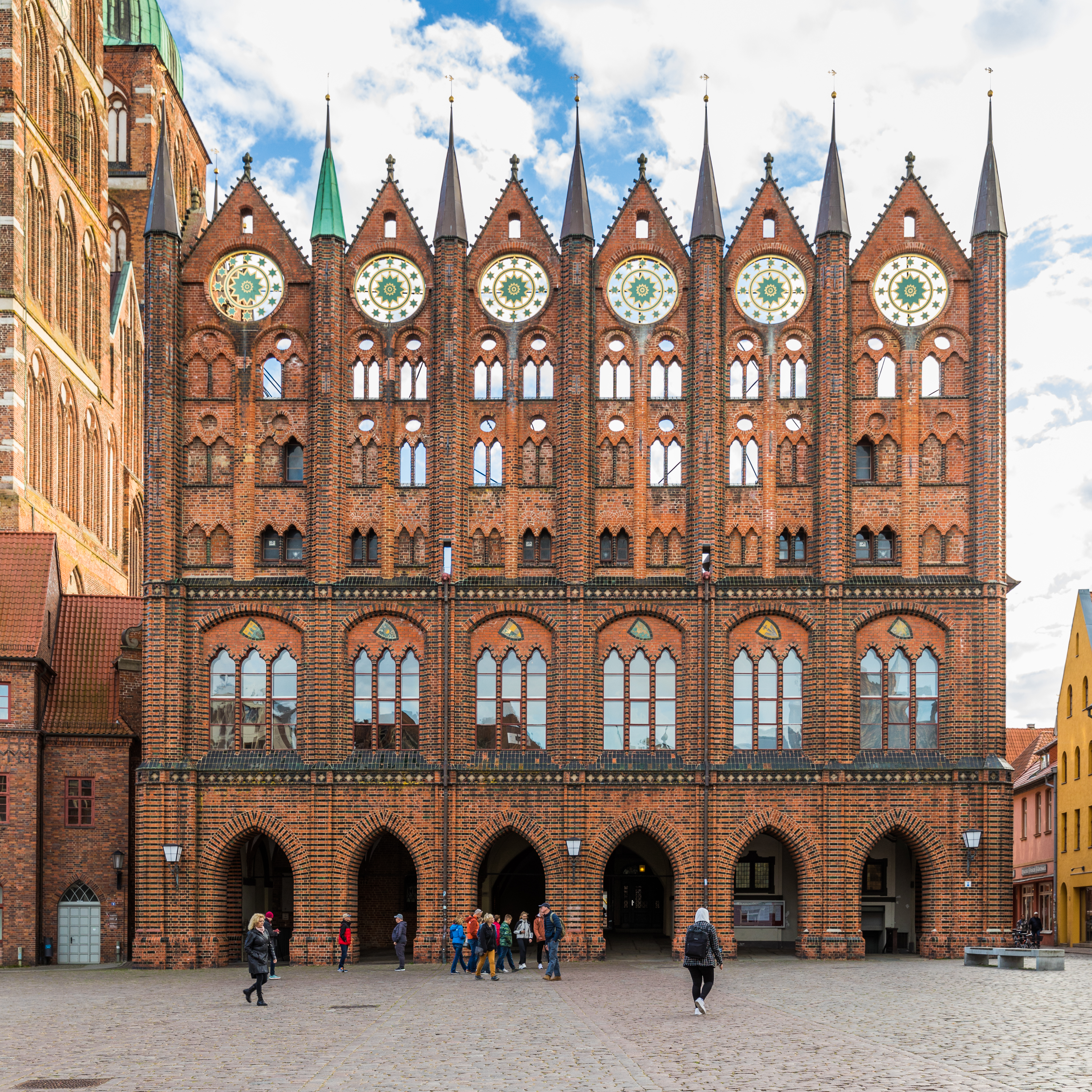
Elewacja północna